# Skanska

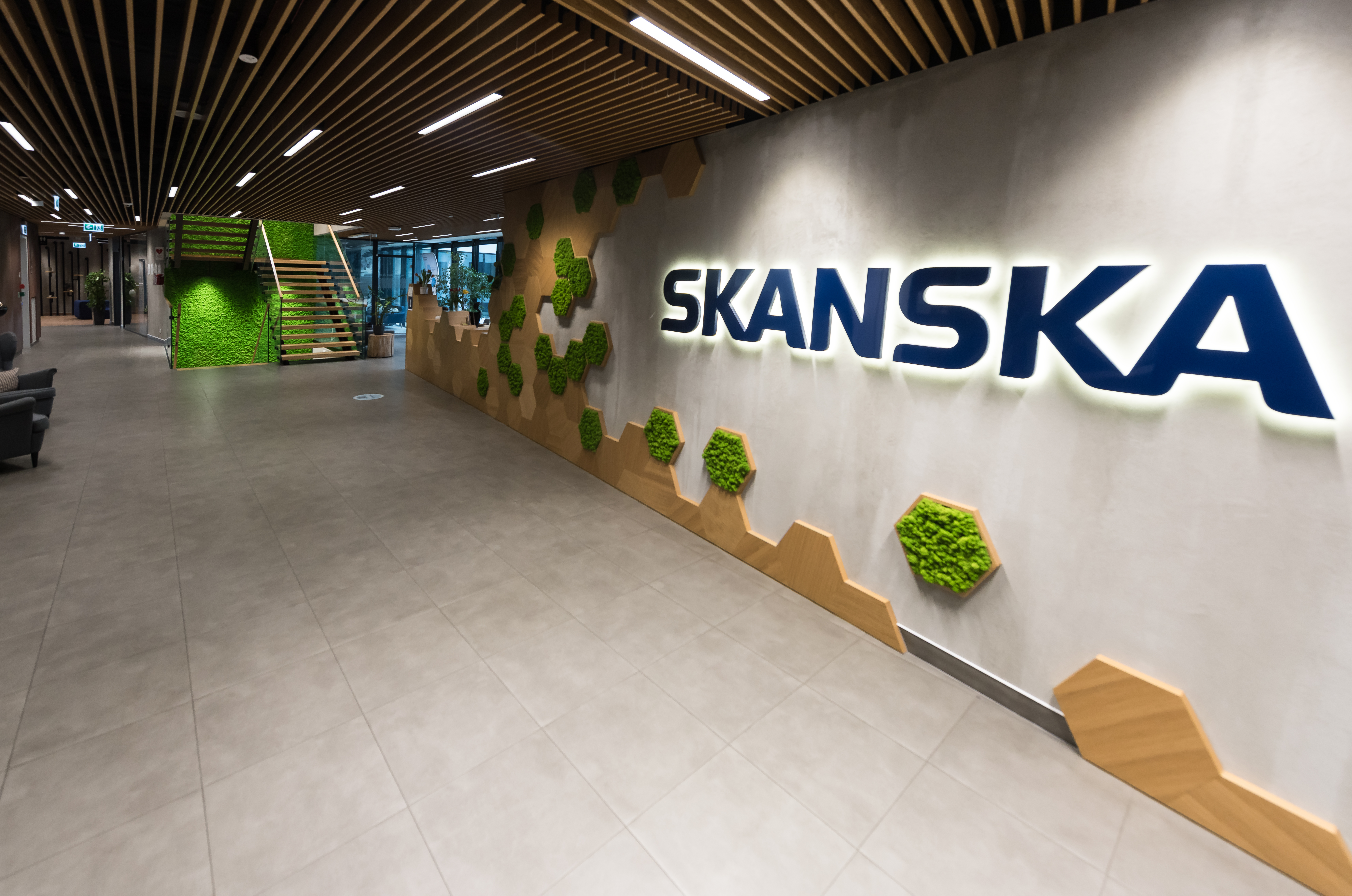
Siedziba polskiego oddziału przedsiębiorstwa w biurowcu Spark w Warszawie

Skanska – międzynarodowe przedsiębiorstwo budowlane założone w 1887 roku w Malmö jako Aktiebolaget Skånska Cementgjuteriet. Siedziba przedsiębiorstwa od stycznia 2014 znajduje się w Sztokholmie w Szwecji.

## Historia
W 1887 r. Rudolf Fredrik Berg założył małą odlewnię cementową. Liczne kontrakty na budowy domów, dróg, ulic, elektrowni itp. przyniosły jego przedsiębiorstwu na tyle dużą popularność, że po 10 latach przedsiębiorstwo wykonało pierwsze zlecenie międzynarodowe.
W połowie lat 50. XX wieku przedsiębiorstwo wkroczyło na rynki Ameryki Południowej, Afryki i Azji. Od 1971 roku Skanska obecna jest w USA.
W 1984 roku koncern zmienił nazwę na obecną.

## Skanska w Polsce
Pierwsze projekty w Polsce Skanska zaczęła realizować na początku lat 70. XX w. Firma zbudowała wtedy hotele Forum i Victoria w Warszawie. W 2000 roku Skanska nabyła udziały w Grupie Exbud, tworząc struktury Skanska Polska.
Skanska od 2019 roku przejęła w 100% udziały Business Link, największej sieci coworkingu i prywatnych biur na wynajem w Polsce.

### Ważniejsze projekty w Polsce
- hotele Forum i Victoria w Warszawie
- Generation Park w Warszawie
- Europejskie Centrum Muzyki
- Most w Brzegu Dolnym
- Most Milenijny
- Mosty nad Odrą i Oławą w ciągu Wschodniej Obwodnicy Wrocławia
- Most Zwierzyniecki w Krakowie
- Wiadukt w Milówce
- Autostrada A1 Gdańsk–Toruń
- Biurowiec „Brama Miasta” w Nowym Centrum Łodzi[2]
- Złote Tarasy w Warszawie
- Estakada Orląt Lwowskich w Katowicach